# Alessio Boileau
Alessio Boileau Bernasconi (Verona, 1875 - Barcelona, 27 de setembre de 1948) va ser un editor musical italià, d'origen francès, fundador de la històrica editorial de partitures Editorial de Música Boileau.
Després de formar-se a l'Editorial Ricordi, de Milà, Alessio Boileau es va traslladar a Catalunya el 1904 per dedicar-se al gravat i a l'estampació musical i va establir el 1913, a Barcelona, l'Editorial Boileau, la primera especialitzada en edició musical pedagògica i de repertori pianístic i religiós a tot Espanya. Primer va treballar per a la casa Vidal, Llimona i Boceta, fins que el 1906 es va establir pel seu compte. Inicialment es va associar amb tres socis més, Plantada, Alegret i Ros, per fundar l'editorial Iberia Musical, fins que l'editorial i taller Boileau es va obrir al carrer Provença, on encara funciona en l'actualitat.